# Biathlon aux Jeux paralympiques de 2018 – Debout Hommes
Navigation
Sotchi 2014 Pékin 2022
Les épreuves de Biathlon aux Jeux paralympiques d'hiver de 2018 se tiendront le 10 mars, 13 mars et 16 mars 2018 au centre de biathlon d'Alpensia.
Trois types d'épreuves individuelles pour les hommes debout sont présents :
- Distances courtes : Messieurs : 7,5 kilomètres
- Distances moyennes : Messieurs : 12,5 kilomètres
- Distances longues : Messieurs : 15 kilomètres

## 7,5 km
| Rang                                   | Athlète              | Nationalité  | Catégorie | Time Factor | Pénalités | Temps         |
| -------------------------------------- | -------------------- | ------------ | --------- | ----------- | --------- | ------------- |
| Médaille d'or, Jeux paralympiques      | Benjamin Daviet      | France       | LW2       | 91 %        | 0 (0+0)   | 17 min 56 s 6 |
| Médaille d'argent, Jeux paralympiques  | Mark Arendz          | Canada       | LW6       | 95 %        | 0 (0+0)   | 18 min 25 s 9 |
| Médaille de bronze, Jeux paralympiques | Ihor Reptyukh        | Ukraine      | LW8       | 96%         | 1 (0+1)   | 18 min 40 s 9 |
| 4                                      | Grygorii Vovchynskyi | Ukraine      | LW8       | 96 %        | 1 (1+0)   | 19 min 00 s 2 |
| 5                                      | Alexander Ehler      | Allemagne    | LW4       | 97 %        | 0 (0+0)   | 19 min 16 s 2 |
| 6                                      | Nils-Erik Ulset      | Norvège      | LW3       | 89 %        | 3 (2+1)   | 20 min 06 s 8 |
| 7                                      | Alexandr Gerlits     | Kazakhstan   | LW6       | 95 %        | 3 (2+1)   | 20 min 15 s 0 |
| 8                                      | WU Junbao            | Chine        | LW5/7     | 88 %        | 1 (0+1)   | 20 min 24 s 4 |
| 9                                      | Keiichi Sato         | Japon        | LW8       | 96 %        | 1 (0+1)   | 20 min 28 s 1 |
| 10                                     | Steffen Lehmker      | Allemagne    | LW8       | 96 %        | 1 (1+0)   | 20 min 52 s 7 |
| 11                                     | Witold Skupień       | Pologne      | LW5/7     | 88 %        | 3 (3+0)   | 21 min 05 s 0 |
| 12                                     | Vitalii Sytnyk       | Ukraine      | LW6       | 95 %        | 2 (0+2)   | 21 min 06 s 5 |
| 13                                     | Juha Harkonen        | Finlande     | LW4       | 97 %        | 1 (0+1)   | 22 min 12 s 1 |
| 14                                     | Kwon Sanghyeon       | Corée du Sud | LW8       | 96 %        | 3 (2+1)   | 22 min 21 s 3 |
| 15                                     | Serhii Romaniuk      | Ukraine      | LW8       | 96 %        | 4 (2+2)   | 22 min 48 s 9 |
| 16                                     | Ruslan Reiter        | États-Unis   | LW8       | 96%         | 4 (2+2)   | 22 min 55 s 6 |
| 17                                     | Masaru Hoshizawa     | Japon        | LW8       | 96 %        | 4 (1+3)   | 23 min 56 s 9 |